# 多伦多唐人街
多伦多唐人街是加拿大安大略省多伦多的民族聚居区，拥有高比例的华裔居民及其企业。这些社区是该地区华裔加拿大人的重要文化、社会和经济中心。除了多伦多以外，大多伦多地区的几个地区也拥有高比例的华裔居民及其企业。
在多伦多，直接使用“唐人街”一词时，通常指的是位于多伦多市中心的一个社区，沿着登打士西街和士巴丹拿道延伸。该市中心的唐人街的华人社区起源于该市第一个唐人街。随着城市的变化和20世纪中叶以后的移民浪潮，多伦多东区华埠在阔野大道（Broadview Avenue （页面存档备份，存于））和芝兰街（Gerrard Street）的交汇处发展起来，以及在士嘉堡和北约克郊区的唐人街。在大多伦多地区，萬錦、密西沙加和列治文山都发展出了相当规模的唐人街。事实上，士嘉堡、万锦和列治文山的大型华人社区实际上形成了一个连续的L形带。

## 历史

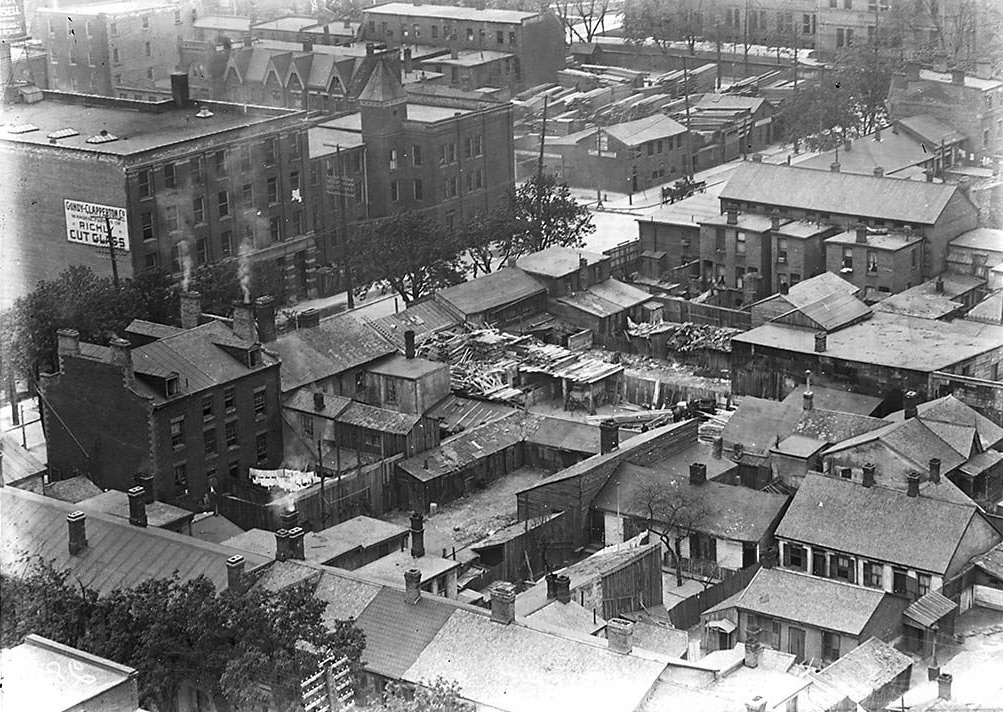
The Ward, c. 1910. Toronto's first Chinatown was situated in The Ward, an area that attracted new immigrants to the city.

多伦多的唐人街首次出现在19世纪90年代，当时由于加州的种族冲突和美国东部的经济萧条，许多美籍华人移民来到这里。

### 19世纪
多伦多华人社区最早的记录可以追溯到Sam Ching，他于1878年在阿德莱德街（Adelaide Street）拥有一家手洗店。 
Ching是第一个被列入该市名录的华人， 现在有一条以他的名字命名的巷子。  第一家中式咖啡馆于 1901 年开业，1912 年这一数字增加到 19 家，十年后又增加到 100 家左右。
当时多伦多的华人企业适应了清朝的政治，并在物理上将自己分为支持慈禧太后领导下的大清帝国政治改革的企业和支持推翻满清王朝的革命的企业。
1909年的多伦多城市名录将它们显示为两个不同的华人商店集群，位于：
1. 皇后街东（Queen Street East）与乔治街（George Street），毗邻保皇会
2. 皇后街西（Queen Street West）与约克街（York Street），毗邻致公堂（一个支持中国革命家孙中山的秘密组织）[7][6]

### 20世纪
1912年清朝灭亡后，保皇会解散，其旁边的生意也从皇后街东街区迁出。与此同时，皇后西街和约克街的华人社区继续发展，并搬进了沃德区(43°39′14″N 79°23′06″W / 43.654°N 79.385°W)内犹太人口腾出的邻近房产。这创造了多伦多第一个唐人街。

### 21世纪
随着加拿大华人开始在大多伦多地区定居，周边地区出现了许多唐人街。即使在第一个唐人街的前街区，老餐馆也继续蓬勃发展。虽然登打士西街和湾街（Bay Street）附近的标志性西湖餐厅已经关闭，但华都海鲜酒家、粤东餐厅和康盛餐厅仍在该地区营业。

## 多伦多的唐人街

### 多伦多华埠

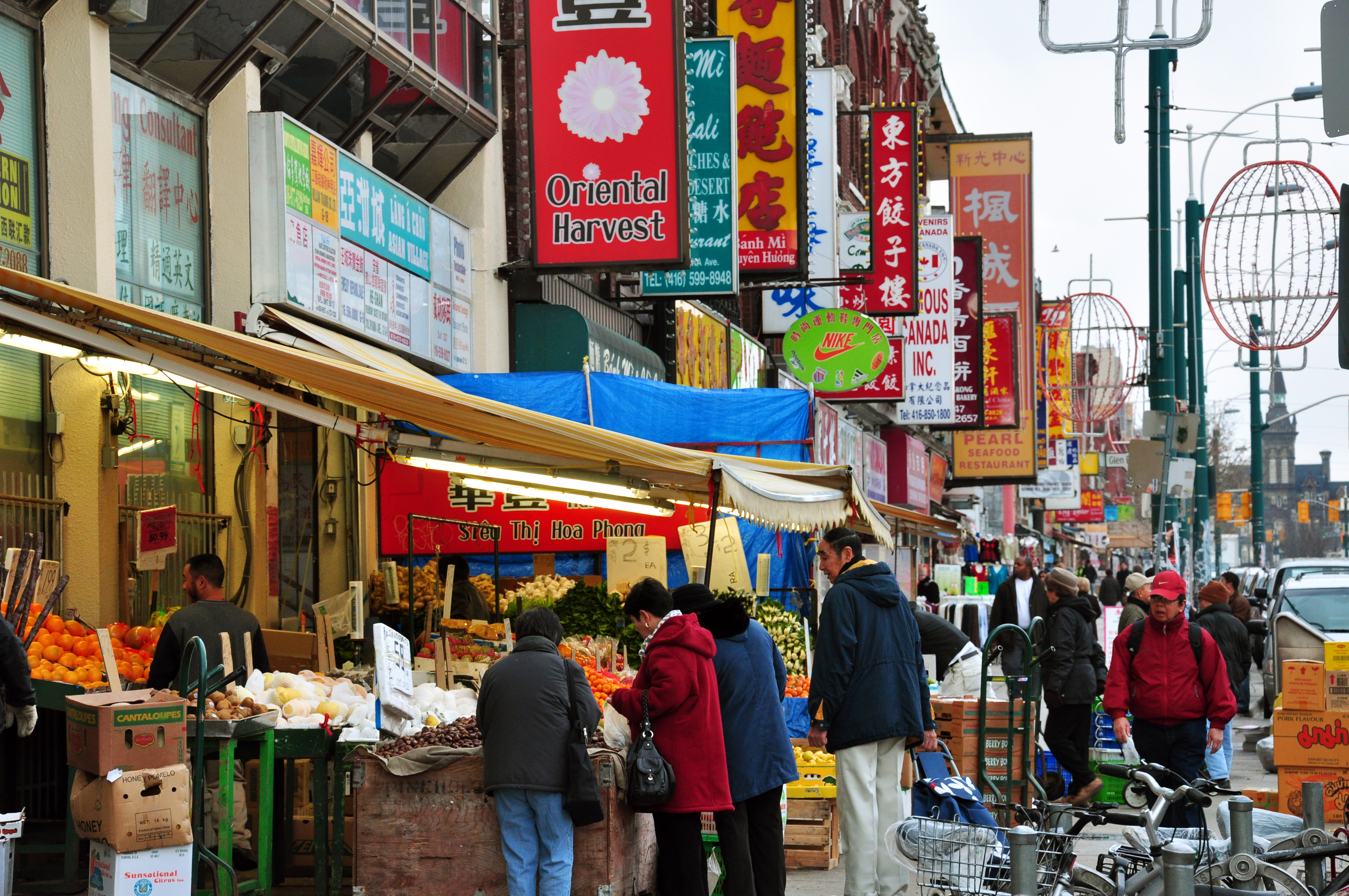
Shops along Spadina Avenue in downtown Chinatown

现在的市中心唐人街，位于士巴丹拿大道和登打士街西(43°39′11″N 79°23′53″W / 43.653°N 79.398°W)，也称为旧唐人街，以前是犹太区并于 20 世纪 50 年代形成。

### 多伦多东区华埠
随着第一个市中心唐人街被征用，以及随后由于海外华人社区不断移民而导致西唐人街的房产价值上涨，许多加拿大华人移民到多伦多东端的Riverdale。 
第二个规模较小的华人社区于 1971 年随着 Charlie's Meat 的开业而成立。 
以杰拉德街东 (Gerrard Street East) 为中心，位于 Broadview 大道和 Carlaw 大道(43°40′00″N 79°20′50″W / 43.666614°N 79.347295°W)之间，华裔越南人和中国大陆移民在该地区占主导地位。

### 士嘉堡
20 世纪 80 年代，香港华人和台湾人涌入士嘉堡的两个街区——阿金库尔 (Agincourt) 和米利肯 (Milliken)，尤其是谢泼德大道 (Sheppard Avenue) 和米德兰大道 (Midland Avenue) 周围。阿金库尔龙中心购物中心 (Agincourt Dragon Centre Mall) 于 1984 年开业，由洪丹尼尔 (Daniel Hung) 和洪亨利 (Henry Hung) 兄弟拥有的兆邦开发公司 (Shiu Pong Development Company) 开业，是大多伦多地区“中国购物中心”激增的先锋，该购物中心是大多伦多地区的大型购物中心，设有专门为华人服务的餐厅和商店。

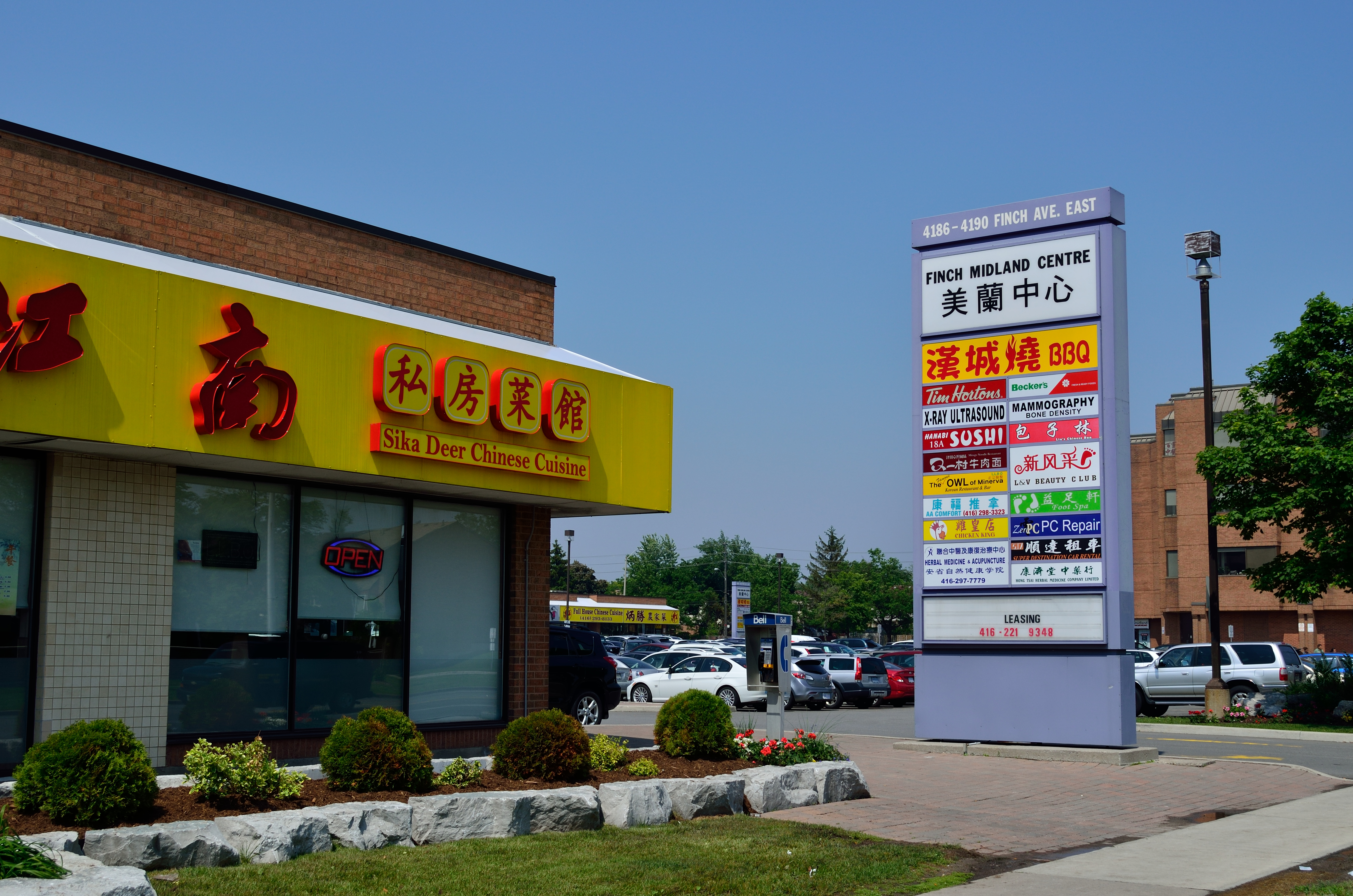
在上世纪80年代，位于Agincourt的Scarborough社区迎来了来自香港和台湾的中国人的涌入。

### 北约克
这座前城市是大量中国移民的家园，但只有少数购物中心为其提供服务，而且大多位于东端。 20 世纪 80 年代，Finch Avenue/Leslie Street 交叉口、Keele Street 和 Sheppard Avenue 以及 Victoria Park Avenue 和 McNicoll Avenues 周围的小型餐馆和超市激增。这些经常与阿金库尔唐人街竞争并补充。由于北约克相对富裕，芬奇-莱斯利广场仍然欣欣向荣，尽管它的顾客现在已经多样化。然而，士嘉堡北部的华人顾客逐渐离开，导致维多利亚公园和麦克尼科尔周围的商业衰退。多伦多威洛代尔韩国城飞地也有一些中国企业。

## 更多
- 多倫多佛光山
- 华裔加拿大人
- 加拿大华人历史
- 1885年华人移民法令
- 1923年华人入境法令
- 温哥华华埠
- 唐人街列表